# 新関良三

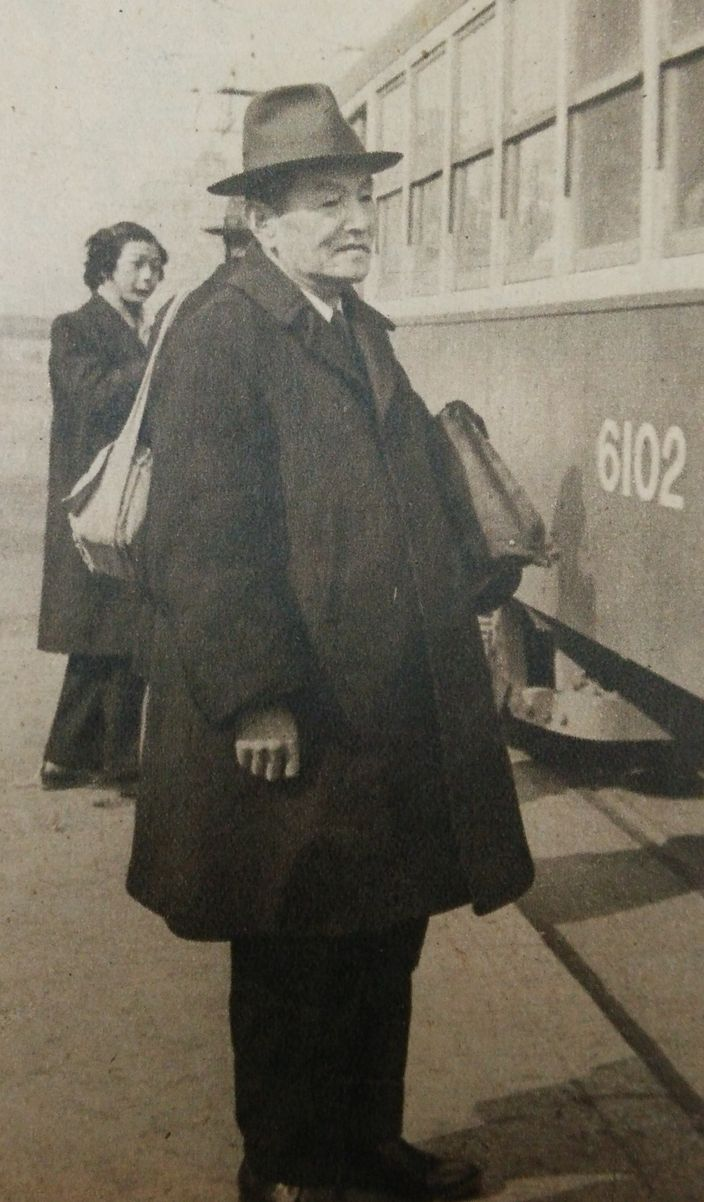
新関 良三（『アサヒグラフ』1949年2月23日号）

新関 良三（にいぜき りょうぞう、1889年8月4日 - 1979年4月27日）は、ドイツ文学者、演劇研究者。1943年恩賜賞受賞。1963年日本学士院会員。1967年文化功労者。文学博士。学習院教授、埼玉大学学長。河北町名誉町民。息子の新関欽哉は外交官、オーストリア、ソ連大使などを務めた。

## 経歴
山形県西村山郡谷内村横町（現・河北町谷内）生まれ。旧姓・平泉。谷地尋常高等小学校から西村山郡立西村山中学校（現・山形県立寒河江高等学校）に入学後、山形中学校（現・山形県立山形東高等学校）に転じる。東京高等商業学校（現・一橋大学）に進む。1912年、山形市の伯母新関せいの養子となる。第一高等学校文科を経て、1915年東京帝国大学文科大学独文科卒。1917年第四高等学校教授。1924年から3年間、宮内省在外研究員として留学。1939年文学博士。1949年埼玉大学学長、共立女子大学教授。1955年ドイツ連邦共和国からシラー記念賞を受賞。1958年『ギリシャ・ローマ演劇史』で日本芸術院賞受賞、日本学士院恩賜賞。1959年ドイツ国立ゲーテ研究所からゲーテ賞受賞。1963年日本学士院会員。1967年文化功労者。1973年ギリシャ政府から文化功労フェニックス勲章受章。
シラー研究から始まり、ギリシャ悲劇を始めとする比較演劇研究者として多くの業績を残した。特に『ギリシャ・ローマ演劇史』全7巻は、西欧古代劇の最も優れた研究であり、日本人による外国文学研究の最高峰と称えられた。

## 人物
学習院時代の三島由紀夫の担任教師でもあった。後年三島由紀夫は、「一にもシラー、二にもシラーの、シラー教の教祖、父ツァマ（とっつぁま）こと新関良三先生」と述懐している。
四高教師時代の教え子杉山産七は、同僚教師の木村謹治と比較して、新関は背が低く、肩はいかり、髪はあまり長からず木村との対照が著しかったが、両者ともに優れた学者であるとの噂が伝わっており、授業では雑談も教訓をたれることもなかったと記している。

## 著書
- 『西洋演劇史 第1巻 希臘悲劇論』岩波書店, 1925
- 『演劇論集』岩波書店, 1925
- 『西洋演劇研究』春秋社, 1931
- 『現代独逸文学の展望』第一書房, 1934
- 『ナチス独逸の演劇』弘文堂書房, 1940
- 『シラーと希臘悲劇』東京堂, 1941、新版1958
- 『日本演劇と大東亜文化建設』大東亜文化建設研究：国民精神文化研究所, 1942
- 『演劇研究』畝傍書房, 1942
- 『日本演劇論』畝傍書房, 1942
- 『演劇の本質』東京堂, 1943
- 『西洋文学論考』愛宕書房, 1943
- 『古代劇』鎌倉書房, 1947
- 『希臘羅馬演劇史』全4巻 東京堂, 1948 
  - 改訂版『ギリシャ・ローマ演劇史』全7巻 東京堂, 1957
- 編著『アイスキユロスとソポクレス』南江堂, 1954
- 『シラー 生涯と著作』東京堂, 1959
- 『ギリシャ・ローマの演劇』東京堂, 1960
- 『劇文学の比較研究』東京堂出版, 1964
- 『詩人シラー 研究と随想』筑摩書房, 1967
- 『現代のギリシャ悲劇 復活と創作』東京堂出版（全2巻）, 1968
- 『新関良三演劇論文集』東京堂出版, 1977
- 『ドイツ文学点描集』学術図書出版, 1980。小著
- 『シラー戯曲研究『群盗』』三修社, 1982

### 翻訳
- カアル・ハアゲマン『舞台芸術 演劇の実際と理論』内田老鶴圃, 1920
- ゲオルク・カイゼル『カレーの市民』新潮社, 1921
- シルレル『ワレンシュタイン』東京堂書店, 1922
- フロイド『夢判断　精神分析大系』アルス, 1930
- シラー『ウィルヘルム・テル』独逸文学叢書刊行会, 1939
- ゲーテ『ゲッツ・フォン・ベルリッヒンゲン』改造社, 1941
  - 編訳『世界大思想全集　哲学・文芸思想篇22　レッシング　シラー　ゲーテ』に収録。河出書房, 1953
- 編訳『シラー選集』全5巻、冨山房, 1941 
  - 『世界文学大系18 シラー』筑摩書房, 1959、一部収録
- ヤコブ・ブルクハルト『ギリシャ文化史』全6巻、東京堂, 1948-1950、改訂版1957